# 王禮 (清朝)
王禮（？—1721年），字立山，號虞山，直隸順元宛平縣人，清朝官員。監生出身。

## 生平
王禮於康熙五十八年（1719年）擔任臺灣府海防補盜同知，兼任臺灣縣知縣，隔年知縣一職由吳觀域接任。
在其任海防同知兼臺灣縣知縣時，於康熙五十八年（1719年）冬延攬人才纂修《臺灣縣志》，於康熙五十九年（1720年）孟夏成書。
康熙六十年十二月十八日（1721年2月3日），他因為朱一貴民變應變不力，並棄職脫逃，遭清朝閩浙總督覺羅滿保審明而因此案正法。